# Метод подтверждения в науке
Научные доказательства — это доказательства, которые служат либо для поддержки или опровержения научной теории или гипотезы. Ожидается, что такими доказательствами будут эмпирические данные и их интерпретация в соответствии с научным методом. Стандарты для научных доказательств варьируются в зависимости от области исследования.

## Метод подтверждения в науке
Подтверждение в науке — это окончательная уверенность в правдивости чего-либо, отсутствие сомнений в чём-либо на основе факта или фактов, доказывающих истинность утверждения, теории, высказывания и т. д.
Термин «подтверждение» используется в эпистемологии и философии науки всякий раз, когда данные наблюдений и доказательства «говорят в пользу» или поддерживают научные теории и повседневные гипотезы. Исторически подтверждение было тесно связано с проблемой индукции, вопросом о том, во что можно верить относительно будущего перед лицом знания, которое ограничено прошлым и настоящим.
Человеческое познание и поведение в значительной степени опирается на представление о том, что доказательства (данные, предпосылки) могут повлиять на достоверность гипотез (теории, выводы). Эта общая идея, кажется, лежит в основе разумной и эффективной логической практики во всех сферах, от повседневных рассуждений до границ науки. Тем не менее, также ясно, что даже при наличии обширных и правдивых данных сделать ошибочное заключение — это не просто возможность. В качестве болезненно ощутимых примеров нужно учитывать, например, ошибочные медицинские диагнозы или судебные ошибки.
- Философия науки
- Научный метод (от греч. methodos) — совокупность основных способов получения новых знаний и методов решения задач в рамках любой науки.
- Теория (от греч. theoria — наблюдение, исследование) — это сложное многоаспектное явление, которое включает: обобщение опыта, общественной практики, отражающее объективные закономерности развития природы и общества; совокупность обобщенных положений, образующих какую-либо науку или её раздел.
- Гипотеза (от греч. hypothesis — основание, предположение) — это научное предположение, выдвигаемое для объяснения какого-либо явления и требующее проверки на опыте, а также теоретического обоснования для того, чтобы стать достоверной научной теорией

## Основные способы подтверждения в науке

### Эксперименты
Эксперимент (от лат. experimentum — проба, опыт) в научном методе — набор действий и наблюдений, выполняемых для проверки (истинности или ложности) гипотезы или научного исследования причинных связей между феноменами. Эксперимент является краеугольным камнем эмпирического подхода к знанию. Критерий Поппера выдвигает возможность постановки эксперимента в качестве главного отличия научной теории от псевдонаучной.
Эксперимент делится на следующие этапы:
• Сбор информации;
• Наблюдение явления;
• Анализ;
• Выработка гипотезы, чтобы объяснить явление;
• Разработка теории, объясняющей феномен, основанный на предположениях, в более широком плане.

### Научные исследования
Научное исследование — процесс изучения, эксперимента, концептуализации и проверки теории, связанный с получением научных знаний.
Виды научных исследований: Фундаментальное исследование, предпринятое главным образом, чтобы производить новые знания независимо от перспектив применения. Прикладное исследование.

### Наблюдения
Наблюдение — это целенаправленный процесс восприятия предметов действительности, результаты которого фиксируются в описании. Для получения значимых результатов необходимо многократное наблюдение.

## Примеры работы с научным подтверждением

### Подтверждение примерами (Теория Никода)
В оригинальном эссе об индукции Жан Никод (1924) сделал следующее важное замечание:
Рассмотрим формулу или закон: F влечет за собой G. Как конкретное утверждение или, более кратко, факт может повлиять на его вероятность? Если этот факт состоит из присутствия G в случае F, это благоприятно для закона; напротив, если оно состоит из отсутствия G в случае F, это неблагоприятно для этого закона. Работа Никода была влиятельным источником ранних исследований Карла Густава Гемпеля (1943, 1945) по логике подтверждения. По мнению Гемпеля, ключевое действительное сообщение заявления Никода состоит в том, что отчет наблюдения о том, что объект a отображает свойства F и G (например, a является лебедем и является белым), подтверждает универсальную гипотезу о том, что все F-объекты являются G-объектами. (а именно, что все лебеди белые). По-видимому, именно с помощью такого рода подтверждения можно получить подтверждающие доказательства таких утверждений, как «натриевые соли горят жёлтым», «волки живут в стае» или «планеты движутся по эллиптическим орбитам»

### Теория Гемпеля
Теория Гемпеля рассматривает недедуктивную связь подтверждения между доказательствами и гипотезой, но полностью основывается на стандартной логике для её полной технической формулировки. Как следствие, это также выходит за рамки идеи Никода с точки зрения ясности и строгости.

### Подтверждение Гемпеля
Карл Густав Гемпель сформулировал логические условия, которым должно удовлетворять любое адекватное определение подтверждения:
1) любое высказывание, следующее из описания наблюдения, подтверждается этим описанием;
2) если описание наблюдения подтверждает гипотезу Н, то оно подтверждает любое следствие из H и любую гипотезу H1, логически эквивалентную Н;
3) всякое непротиворечивое описание наблюдения логически совместимо с классом всех гипотез, которые оно подтверждает.
Выполнение этих условий необходимо, но недостаточно: определение подтверждения «должно обеспечивать рациональное приближение к тому понятию подтверждения, которое имплицитно присутствует в научной практике и методологических дискуссиях». Для достаточно простых по своей логической структуре языков научных теорий может быть сформулировано точное определение подтверждения, использующее критерий выполнимости: гипотеза подтверждается некоторым описанием наблюдения, если она выполняется для конечного класса объектов, о которых идет речь в описании наблюдения. Это определение применимо к любой гипотезе, которую можно сформулировать в терминах «языка наблюдения» с помощью стандартной логики с кванторами. Однако его применение к теоретическим высказываниям ограничено из-за практической несводимости «теоретических терминов» к «терминам наблюдения»/

### Байесовские теории подтверждения
Теорема Байеса является центральным элементом исчисления вероятностей. По историческим причинам Байесовский стандарт стал стандартным ярлыком для обозначения ряда подходов и позиций, разделяющих общую идею о том, что вероятность (в её современном, математическом смысле) играет решающую роль в рациональном убеждении, умозаключении и поведении. Согласно байесовским эпистемологам и философам науки, рациональные агенты имеют различную по силе информацию, которая, кроме того, удовлетворяет аксиомам вероятности и, таким образом, может быть представлена в вероятностной форме. В пользу этой позиции существуют общеизвестные аргументы, хотя здесь нет недостатка в трудностях и критике.
Однако, помимо основных идей, изложенных выше, теоретический ландшафт байесовства столь же безнадежно разнообразен, как и плодороден. Обзоры и современные презентации уже многочисленны и якобы растут. Для настоящих целей внимание может быть ограничено классификацией, которая все ещё является довольно грубой, и основана только на двух измерениях или критериях.
Во-первых, существует различие между разрешением и импермиссивизмом (недопущением). Для разрешающих байесовцев (часто называемых «субъективистами») соответствие аксиомам вероятности является единственным четким ограничением в полномочиях рационального агента. В недопустимых формах байесовства (часто называемых «объективными») выдвигаются дополнительные ограничения, которые значительно ограничивают диапазон рациональных данных, возможно, до одной единственной «правильной» вероятностной функции в любом заданном контексте. Во-вторых, существуют разные подходы к так называемому принципу полного доказательства (TE) для свидетельств, на которые опирается мыслитель. TE байесовцы утверждают, что соответствующие полномочия должны быть представлены функцией вероятности P, которая передает совокупность того, что известно агенту. Для подходов, отличных от TE, в зависимости от обстоятельств, P может (или должен) быть установлен таким образом, чтобы часть имеющихся доказательств была заключена в квадратные скобки.

### Эмпирическое подтверждение Г. Рейенбаха
Одна из первых попыток построить логику подтверждения научных (эмпирических) концепций принадлежит известному физику, математику и философу Г. Рейхенбаху. Все научное знание, как он считал, по самой своей природе имеет гипотетический и принципиально вероятностный характер. Принятая в классической эпистемологии науки черно-белая шкала оценки знания как либо истинного, либо ложного является, по его мнению, слишком сильной и методологически неоправданной идеализацией, так как подавляющее большинство научных гипотез имеет некоторое промежуточное значение между истиной (1) и ложью (0). Последние представляют собой лишь два крайних истинностных значения из бесконечного числа возможных в интервале (0; 1).
Считая, что справедливости каждой научной гипотезы может и должно быть приписано вполне определённое численное значение па основе подсчета подтверждающего её эмпирического материала, и что это значение является вероятностью, Рейхенбах предложил два метода определения вероятности эмпирических гипотез. Оба этих метода основаны на его частотной концепции вероятности, согласно которой все правильные вероятностные утверждения имеют факгуальное содержание и должны быть построены как утверждения о пределе относительной частоты некоторых видов событий в бесконечной последовательности испытаний.

## Роль подтверждения в развитии науки

### Проблема старых доказательств
Кларк Глимур подчеркивал, что доказательство не является доказательством, но только следствием проделанной научной работы. Подтверждение истинности рассматриваемой концепции — это совершенно другой результат, так как доказательство правоты исследователя не обязательно является следствием нахождения истины. Умозаключения почти всегда могут быть приведены в соответствие с Байевской схемой по принципу ad hoc, так как научная аргументация способна выстраивать адекватную систему даже будучи основана на ложном доказательстве.
По мнению Глимура, важным недостатком Байесовской позиции является то, что она содержит доказательства, известные как истинные до формулирования теории. Для старого доказательства
e o, P(eo/h) = P(eo) = 1.
В таком случае
P(h/eo) = P(h),
где eo не увеличивает вероятность h, что противоречит здравому смыслу. Классическая теория тяготения Ньютона, теория циркуляции крови Гарвея, теория относительности Эйнштейна и другие — в каждом конкретном случае ученые того времени принимали доказательства е в поддержку теории Т. и большинство философов науки сегодня согласны с этой оценкой. Конечно, если бы вышеприведенные теории объясняли только те факты, о которых идет речь, то оценка была бы иной.
Дэниел Гарбер предложил иное решение проблемы предварительных доказательств. Согласно Гарберу, то, что достигается путем включения старых доказательств в гипотезу, — это знание о том, что гипотеза влечет за собой доказательства. Гипотеза h подтверждается предшествующими доказательствами ep при условии, что
P(h/ep&(h → ep)) > P(h/ep).
Обозначение h → ep немного вводит в заблуждение. Гипотеза h сама по себе не подразумевает ep. Требуются дополнительные предпосылки, которые устанавливают соответствующие условия, а зачастую и вспомогательные гипотезы. Например, теория гравитационного притяжения Ньютона влечет за собой Третий закон Кеплера, основанный на предположении, что несколько невзаимодействующих точечных масс вращаются вокруг центра силы 1/R2. Таким образом, эта пересмотренная байесовская позиция допускает два типа увеличения доказательственной поддержки: новые доказательства, повышающие апостериорную вероятность теории, и вновь открытые отношения влечения к старым доказательствам.
Гарбер подчеркнул, что доказательная поддержка в последнем случае может быть получена только если впоследствии будет обнаружено отношение к формулировке рассматриваемой теории. С другой стороны, если теория сформулирована специально для того, чтобы привести старые доказательства, то эти доказательства не дают никакой поддержки теории.
Гудмен показал, как бесконечно много гипотез может быть изобретено, если иметь целью определённую совокупность доказательств.

### Оценка новых доказательств
Ричард У. Миллер указал, что существуют два совершенно разных типа реакции на открытие новых доказательств. Можно применить байесовскую формулу для вычисления пересмотренной степени веры в рассматриваемую гипотезу. В качестве альтернативы можно пересмотреть соответствующие предшествующие вероятности так, чтобы степень веры в гипотезу оставалась неизменной. Например, креационист, столкнувшись с данными, показывающими близкое сходство островных видов с соседними материковыми видами, может пересмотреть свое первоначальное убеждение в том, что такое сходство неправдоподобно. Креационист « …может прийти к выводу, противоречащему его первоначальному предположению, что окружающая среда на островах и прилегающих к ним материках должна быть сходной и в то же время отличаться таким образом, чтобы отличительные, но сходные виды были наиболее приспособительным выбором для творческого интеллекта».
Миллер утверждал, что в байесовском подходе отсутствует правило для определения того, когда такой специальный пересмотр предшествующих вероятностей является приемлемым. Он настаивал на том, что не следует оговаривать, что предшествующие вероятности неприкосновенны. История науки содержит много эпизодов, в которых специальный пересмотр предшествующих вероятностей оказался плодотворным. Дарвин, например, пытался скорректировать ожидания относительно того, что «должно быть открыто» в ископаемой летописи в ответ на неспособность палеонтологов обнаружить ископаемые остатки переходных форм. Миллер пришел к выводу, что, поскольку байесовская теория не помогает решить, следует ли корректировать прежние вероятности перед лицом новых доказательств, она неадекватна как теория доказательной поддержки в научных контекстах.

### Философия бутстрапа
Согласно принципу бутстрапа (от англ. bootstrap — шнуровка ботинка; bootstrapping principle — принцип обратной связи), все явления получают характеристику при помощи указания на их взаимосвязь друг с другом. Первоначально он появился в восточной философии (в древнекитайской «Книге перемен» говорится, что в каждой ситуации есть каждая другая, в каждом событии («перемене») содержатся элементы всех других событий, весь мировой процесс представляет собой чередование ситуаций, происходящее от взаимодействия и борьбы сил света и тьмы, напряжения и податливости), а затем перекочевал в современную науку—в физику, биологию, кибернетику, математику.
Бутстрап — это философия, в контексте которой Вселенная рассматривается как «сеть взаимосвязанных событий», неразрывное целое, части которого переплетаются и сливаются друг с другом, и ни одна из них не является более фундаментальной, чем другие, свойства одной части определяются свойствами всех остальных частей. В этом смысле можно говорить о том, что каждая часть мироздания содержит в себе все остальные части. С точки зрения теории эволюции это означает, что каждая частица принимает самое активное участие в существовании других частиц, помогает порождать другие частицы, которые в свою очередь порождают её.
Кларк Глимур предположил, что научные гипотезы иногда получают доказательную поддержку в процессе «бутстрэппинга», когда одна часть теории используется в поддержку другой. Принцип Ньютона содержит многочисленные примеры бутстрэппинга. Ньютон доказал, например, что данные о движении спутников Юпитера подтверждают гипотезу о всеобщем гравитационном притяжении. Он сделал это, продемонстрировав, что данные об орбитах лун вместе с первой и второй аксиомами движения предполагают существование силы 1/R2 между планетой и каждым из её спутников.
Глимур настаивал на том, что Ньютон получил таким образом подтверждение, хотя он использовал одну часть своей теории (например, F = ma) для поддержки второй части теории (универсальное гравитационное притяжение). Глимур заявил, что
основная идея заключается в том, что гипотезы подтверждаются относительно теории с помощью доказательства при условии, что, используя теорию, мы можем вывести из доказательства пример гипотезы, и дедукция такова, что она не гарантирует, что мы получили бы пример гипотезы независимо от того, какие доказательства могли бы быть.
В приведенном выше примере бутстрэппинг был достигнут потому, что другие корреляции силы и расстояния согласуются с соединением первой и второй аксиом.
В другом приложении Ньютон утверждал, что та же самая сила, которая ускоряет тела, выпущенные вблизи поверхности Земли, также удерживает Луну на её орбите. Предпосылки этого аргумента включают в себя первую и вторую аксиомы движения, а также данные о падающих телах, орбите Луны и расстоянии между Землей и Луной. И снова Ньютон использовал одну часть своей теории, чтобы поддержать другую часть теории.
Глимур не утверждал, что каждый случай доказательной поддержки соответствует модели бутстрэпа. Однако представляется очевидным, что некоторые важные исторические эпизоды действительно соответствуют этой схеме.
Бутстрэппинг достигается путем выведения экземпляра гипотезы из доказательств, при условии соблюдения определённых ограничений. В той мере, в какой модель бутстрэпа принимает подтверждение как логическое отношение между предложениями, она находится в традиции логической реконструкции.
Логическая позиция по поводу подтверждения была лаконично выражена Гемпелем в 1966 году:
с логической точки зрения поддержка, которую гипотеза получает от данного массива данных, должна зависеть только от того, что она утверждает и каковы эти данные.
С этой точки зрения временная связь между гипотезой и доказательством не имеет значения. Однако это временное отношение имеет значение с точки зрения исторических теорий подтверждения.

### Мнение Лакатоса о сравнительном подтверждении
Гудмен показал, что примеры, известные до формулирования гипотезы (например, «все изумруды синёные (grue)»), могут не подтвердить эту гипотезу. Имре Лакатос взял на себя обязательство указать условия, при которых «старые доказательства», eo, действительно обеспечивают поддержку гипотезы Н. это так, заключил он, при условии, что выполняются два условия:
1. H предполагает eo, и
2. существует конкурирующая «гипотеза пробного камня» (touchstone hypothesis) Ht такая, что либо
(a) Ht предполагает ∼ eo, или
(b) Ht предполагает ни eo, ни ∼ eo.11
Гипотеза пробного камня — это серьёзный претендент в этой области, претендент, который пользуется поддержкой практикующих ученых.
Применение критерия Лакатоса требует исторического исследования. Философ науки должен исследовать эту сцену, чтобы увидеть, существуют ли альтернативные гипотезы, которые не подразумевают доказательств. Старые данные дают поддержку только в контексте конкуренции между гипотезами.
Таким образом, Лакатос утверждал бы, что кислородная теория горения Лавуазье подтверждается предшествующими данными о весовых соотношениях. До того, как Лавуазье сформулировал кислородную теорию, было проведено несколько исследований веса, получаемого металлами при горении (например, Бойлем (1673), Ле́мери (1675), Фрейндом (1709) и Гюйтоном де Морво (1770—1772). Это предварительное доказательство было известно Лавуазье. Тем не менее данные о весовых соотношениях подтверждают теорию кислорода, поскольку эти данные не согласуются с конкурирующей теорией флогистона.

## Оценка теории
Томас Кун пишет, что «в той мере, в какой исследователь занят нормальной наукой, он решает головоломки, а не занимается проверкой парадигм» — роль деятельности ученого не в проверке теоретических моделей, но в получении достоверного результата.
Томас Кун предложил оценивать научные теории с помощью критериев приемлемости, которые включают в себя:
1. непротиворечивость
2. согласие с замечаниями
3. простоту
4. широту охвата
5. концептуальную интеграцию
6. продуктивность.
Кун выдвинул эти критерии в качестве предписывающих рекомендаций. Но он утверждал, кроме того, что эти критерии фактически использовались учеными при оценке адекватности теорий.
Непротиворечивость, первый критерий приемлемости, является необходимым условием познавательной значимости. Если теория имеет взаимно несовместимые постулаты, то она подразумевает любое утверждение вообще (и отрицание этого утверждения). Теория, которая подразумевает как S, так и не S, не дает поддержки ни тому, ни другому.
Важно понимать, что речь идет именно о внутрифирменной теоретической согласованности. Ученые не требуют, чтобы новая теория была согласована с другими устоявшимися теориями, чтобы быть приемлемой. Например, специальная теория относительности, согласно теории флогистона, процесс обжига металла в рамках теории флогистона можно отобразить следующим подобием химического уравнения:
Металл = Окалина + Флогистон
Для получения металла из окалины (или из руды), согласно теории, можно использовать любое тело, богатое флогистоном (то есть сгорающее без остатка) — древесный или каменный уголь, жир, растительное масло и т. п.:
Окалина + Тело, богатое флогистоном = Металл
Некоторые теоретики флогистона установили согласованность между своей теорией и данными, утверждая, что флогистон, выделяющийся при горении, имеет «отрицательный вес». Теория несовместима с ньютоновской механикой, которая, в свою очередь, несовместима с теорией падающих тел Галилея. Тем не менее, переход от теории Галилея к теории Ньютона и теории Эйнштейна является прогрессивным. Научный прогресс часто достигается введением теории, которая не согласуется с общепринятыми теориями того времени.
Критерий «согласия с наблюдениями» является расплывчатым, и ученые могут расходиться во мнениях относительно его применения. Наблюдение сообщает, что один ученый принимает за согласие дедуктивные следствия теории, второй ученый может судить недостаточно близко к тому, что требуется теорией.
Критерий «простоты» также расплывчат. Кроме того, не всегда очевидно, что требуется от «простоты». Уравнение y = mx + b проще, чем уравнение y = ax2+ bx относительно степени независимой переменной. Но у y = ax2+ bx более или менее простая, чем у y = xz + b? Это зависит от того, что имеет значение — мощность независимой переменной или количество переменных.
Кун обратил внимание на дополнительную трудность. Определённые критерии «…при одновременном обращении … неоднократно доказывали неизбежность конфликта между этими критериями».
Рассмотрим набор отчетов наблюдений о соотношении свойств А и В. Теория, предполагающая, что точки данных соединяются прямыми линиями, максимизирует согласие с наблюдениями. Однако теория, которая подразумевает, что A ∝1/B было бы, возможно, проще, даже если ни одна точка данных не попадает точно на эту кривую.
Применение критерия «широты охвата» обеспечило важную поддержку ньютоновской механике в XVIII и XIX веках. Учитывая аксиомы и правила соответствия теории Ньютона, можно было бы объяснить движение планет, приливы и отливы, прецессию равноденствий, движение маятников, простое гармоническое движение, капиллярное действие и множество других явлений. Во многом благодаря своему огромному размаху ньютоновская механика в этот период получила почти всеобщее признание среди ученых. Электромагнитная теория света также получила важную поддержку от применения критерия широты охвата. Электромагнитная теория успешно объясняла как явления, объясняемые корпускулярной теорией, так и явления, объясняемые волновой теорией.
«Концептуальная интеграция» достигается тогда, когда доказывается, что отношения, которые были приняты как «справедливые факты», вытекают из основных положений теории. Коперник, например, назвал достижение концептуальной интеграции важным преимуществом своей гелиостатической теории Солнечной системы. До того, как Коперник сформулировал свою теорию, ретроградные движения планет были «просто фактами». Коперник указывал, что его теория требует, чтобы ретроградное движение происходило чаще для Юпитера, чем для Марса, и чтобы степень ретроградного движения была больше для Марса, чем для Юпитера. Таким образом, он превратил «простые факты» В «факты, требуемые теорией».
Продуктивность является важным критерием приемлемости для научных теорий. Эрнан Макмаллин выделил два типа продуктивности.[Можно изучить послужной список той или иной теории, чтобы установить её «доказанную продуктивность». Теория «доказала свою продуктивность», если её применение позволяет творчески подходить к новым разработкам. Такая теория объясняет растущую коллекцию отчетов о наблюдениях, побеждает в конкуренции с другими теориями и доказывает свою эффективность в разрешении аномалий. «Доказанная продуктивность» — это успешная адаптация. Приемлемая теория, как и успешный вид, достигла адаптации в пределах своей «экологической ниши». Проявила ли та или иная теория «доказанную продуктивность» или нет, можно установить только путем исторического исследования. Было бы трудно количественно оценить «доказанную продуктивность» теории. Тем не менее, оценка теории должна учитывать устойчивость теории или её отсутствие.
Ещё труднее оценить «потенциальную продуктивность» теории. «Потенциальная плодовитость» теории, как и приспособляемость вида, — это способность творчески реагировать на будущие нагрузки. Можно считать, что "доказанная продуктивность " теории является мерой её «потенциальной продуктивности». Однако такие суждения весьма рискованны. Всегда возможно, что теория — как и вид, — исчерпала свою «потенциальную плодовитость» в процессе обеспечения приспособления к существующему набору давлений.
Теория может удовлетворять критерию «продуктивности» любым из двух способов. Первый способ — это «указывать на» модификации самого себя. Строго говоря, именно развитие теорий является «продуктивным» в этом смысле. Но можно назвать «продуктивной» первоначальную теорию, если ученые, применявшие её, были вынуждены модифицировать её таким образом, чтобы повысить её точность или расширить сферу применения . Например, можно считать «продуктивной» теорию Бора об атоме водорода, поскольку добавление Зоммерфельдом эллиптических орбит было естественным и успешным продолжением этой теории.
Второй способ, которым теория может показать плодовитость, — это её успешное применение к новому типу явлений. Джон Гершель выдвинул в качестве критерия приемлемости для научных теорий понятие «непреднамеренного объёма». Но он не уточнил, как определить, считается ли применение теории расширением к новому типу явлений. В случае скорости звука, обсуждаемом Гершелем, можно было бы утверждать, что теория распространения тепла Лапласа применима к звуку все время. Лаплас просто признал, что движение звука связано со сжатием упругой среды и что это сжатие порождает тепло. То, что он был первым, кто это осознал, и что его коллеги-ученые нашли это признание «неожиданным» или «поразительным», не означает, что его теория была распространена на новый тип явлений. Теория подразумевает то, что она подразумевает, независимо от того, кто её признает и когда. Тогда может показаться, что споры о нижеподписанной области применения могут быть разрешены только путем определения того, насколько неожиданным или поразительным представляется применение.

## Взгляды других философов
Несомненно, большую роль в научную революцию привнесли мыслители, продвигающие не просто теоретическое исследование научных проблем и вопросов, но новую методологию науки, и одним из популяризаторов нового научного метода был Рене Декарт, сформулировавший своё первое правило метода таким образом:
Никогда не принимать ничего на веру, в чём с очевидностью не уверен; иными словами, старательно избегать поспешности и предубеждения и включать в свои суждения только то, что представляется моему уму столь ясно и отчетливо, что никоим образом не может дать повод к сомнению.
Так, для устранения опасности Галилей вводит трение и другие помехи с помощью гипотез ad hoc, рассматривая их как факторы, определяемые очевидным расхождением между фактами и теорией, а не как физические события, объясняемые теорией трения, для которой когда-нибудь могли появиться новые и независимые подтверждения (такая теория появилась гораздо позже, в XVIII в.). Тем не менее соответствие между новой динамикой и учением о движении Земли, которое Галилей ещё усиливает с помощью своего метода анамнесиса, придает обеим концепциям большую убедительность. Конечно же, в современном мире мы можем согласиться или опровергнуть многие теории того времени потому, что главный критерий научности знания сегодня легко соблюсти из-за технического прогресса — доказательность и рациональная обоснованность утверждений, который не всегда можно было проверить во времена Галилея, сейчас можно проверить в ходе эксперимента.
Другой стороной монеты для ученых на протяжении веков была вера. Бертран Рассел хорошо отразил концепцию наблюдения в своей модели чайника Рассела, которая была предназначена для того, чтобы показать абсурдность религиозной веры в Бога. Он описал её в 1952 году своей статье для журнала «Illustrated» под названием «Существует ли Бог?». В статье «Существует ли Бог» Бертран Рассел приводит следующую аналогию:
«Многие верующие ведут себя так, словно не догматикам надлежит доказывать общепринятые постулаты, а наоборот — скептики обязаны их опровергать. Это, безусловно, не так. Если бы я стал утверждать, что между Землей и Марсом вокруг Солнца по эллиптической орбите вращается фарфоровый чайник, никто не смог бы опровергнуть моё утверждение, добавь я предусмотрительно, что чайник слишком мал, чтобы обнаружить его даже при помощи самых мощных телескопов. Но заяви я далее, что, поскольку моё утверждение невозможно опровергнуть, разумный человек не имеет права сомневаться в его истинности, то мне справедливо указали бы, что я несу чушь. Однако если бы существование такого чайника утверждалось в древних книгах, о его подлинности твердили каждое воскресенье и мысль эту вдалбливали с детства в головы школьников, то неверие в его существование казалось бы странным, а сомневающийся — достойным внимания психиатра в просвещённую эпоху, а ранее — внимания инквизитора».
В этой шутливой аналогии содержится важная мысль, формула, касающаяся методов научного познания: не скептики должны опровергать общепринятые постулаты, особенно если есть серьёзные причины сомневаться в справедливости этих постулатов, а наоборот, догматикам надлежит их доказывать. Теория или гипотеза не могут быть восприняты всерьез если нет хотя бы шанса на их подтверждение, так как голая теория исключает возможность раскрытия перспективной теории. В идеале же, любое научное начинание должно иметь шанс на научное подтверждение, и с самого своего начала оно должно к нему стремиться, и существование Бога, по мнению Рассела, не является таковым, что он отражает в своей метафоре чайника.
Статью, по определённым причинам, не опубликовали в журнале, но она вошла в собрание сочинений Б. Рассела, и концепция чайника Рассела стала достаточно популярной философской концепцией.